# Stanisław Tomasik
Stanisław Tomasik (ur. 29 kwietnia 1892 w Przeciszowie, zm. 12 grudnia 1983) – polski działacz społeczny i sportowy.

## Życiorys

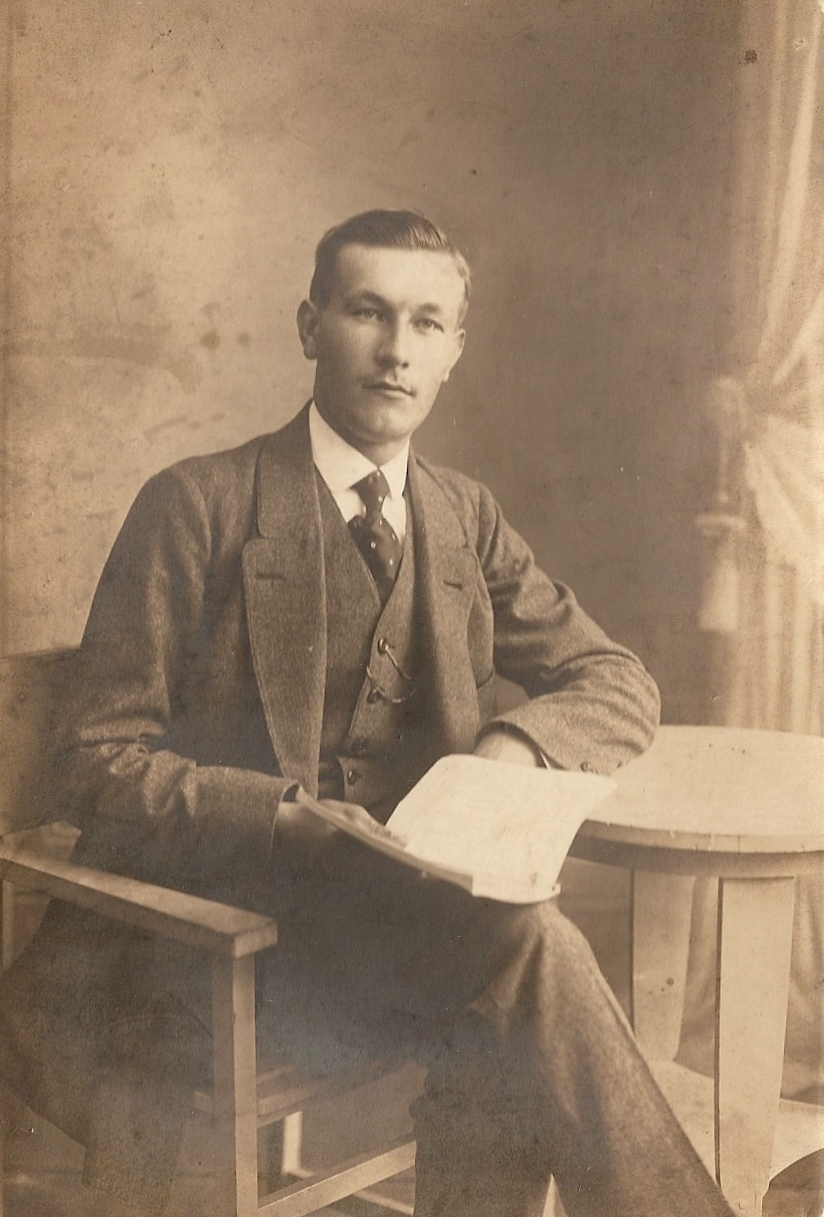
Stanisław Tomasik – ok. 1930 r.

Urodził się 29 kwietnia 1892 r. w Przeciszowie. Pochodził z rodziny wielodzietnej. Był dziewiątym, ostatnim z  dzieci Wojciecha (1853–1941), pracownika kolei i Anny (1858–1892) z domu Biernaś. Jego matka zmarła przy porodzie. Po śmierci matki ojciec powtórnie się ożenił. Jego drugą żoną została Katarzyna Fik (1864–1943), z którą miał jeszcze sześcioro dzieci.
Stanisław miał braci: Jana (1881–1942), Józefa (1885–1967), Władysława (1890–1949), Bronisława (1893–1940), Juliana (1896–1898), Antoniego (1898–1944), Franciszka (1900–1962) i Karola (1902– ?) oraz siostry Franciszkę (1878–1938), Annę (1879–1945), Marię (1883–1964), Zofię 1887–1929, Józefę (1888–1925) i Stefanię (1894–1979).
W latach 1899–1903 uczęszczał do 4-letniej Szkoły Podstawowej w Przeciszowie, a następnie w latach 1903–1906 do Szkoły Rzemieślniczej w Krakowie, gdzie uzyskał zawód instalatora. Ze względu na trudne warunki materialne rodziny na tym etapie zakończył edukację.
W latach 1908–1928 pracował w Gazowni Miejskiej w Krakowie awansując przez te lata do stanowiska mistrza wydziału. W roku 1928 został służbowo przeniesiony do Kalisza, gdzie do 1931 r. był kierownikiem oddziału. W rok później wygrał konkurs na stanowisko dyrektora Gazowni Miejskiej w Oświęcimiu. Gazownia ta stanowiła spółkę z Elektrownią w Sierszy – Wodnej. Gazownia funkcjonowała do 1938 r., kiedy to ze względu na sytuację kryzysową w kraju uległa likwidacji. Po likwidacji gazowni S. Tomasik otworzył w Krakowie własny zakład instalacyjno-wodociągowy.
27 kwietnia 1940 r. Heinrich Himmler podjął decyzję o utworzeniu na terenie Oświęcimia obozu przeznaczonego początkowo do osadzania Polaków, a przekształconego stopniowo w miejsce masowej zagłady. Od maja tego roku rozpoczęło się wysiedlanie mieszkańców Oświęcimia i okolicznych wiosek. Wybudowany w roku 1937 dom S. Tomasika znajdował się w bezpośrednim sąsiedztwie powstającego obozu, stąd też został on zmuszony wraz z rodziną do jego opuszczenia. Przez lata okupacji hitlerowskiej mieszkał w Krakowie.
Jego dom   w l. 1940-1942 zajmował wraz z rodziną zastępca komendanta w KL Auschwitz SS-Sturmbannführer Karl Fritzsch .
W maju 1945 r. z pierwszą ekipą pionierską wyjechał z Krakowa na Ziemie Odzyskane do Wrocławia. Tam została wykorzystana jego wiedza i doświadczenie w dziedzinie gazownictwa, został zaangażowany przy uruchamianiu i organizacji pracy gazowni. Gazownia Miejska we Wrocławiu rozpoczęła regularne dostawy gazu dla miasta 22 sierpnia 1945 r., a S. Tomasik został jej naczelnikiem. Na stanowisku tym pracował do 1951 r. W roku tym powrócił na stałe do Oświęcimia.
Największym problemem była wówczas, ze względu na zniszczony tabor kolejowy, dostawa z Górnego Śląska potrzebnego do produkcji gazu węgla. Ażeby się zabezpieczyć przed brakiem tego niezbędnego surowca, pracownicy gazowni uruchomili po remoncie lokomotywy i wagonów własny skład pociągu, dostarczając węgiel z dużo bliższego Wałbrzycha.
W latach 1951–1959 pracował w Zakładach Chemicznych „Oświęcim” będąc kierownikiem oddziału gazowego W1 – GM. W 1959 r. przeszedł na emeryturę.
Pasją S. Tomasika oprócz pracy zawodowej było kolarstwo. Do jego największych zasług na tym polu należy utworzenie Okręgowego Związku Kolarskiego we Wrocławiu.
Zmarł 12 grudnia 1983. Spoczywa na Cmentarzu Parafialnym w Oświęcimiu, gdzie ma również swoje miejsce na ścianie pamięci „Pro Memoria LO w Oświęcimiu”.
Żoną Stanisława Tomasika była od 11 stycznia 1919 Michalina Chwałek (1893–1967). Miał córkę Marię (ur. 1919).
Uchwałą Rady Państwa z 8 września 1961 r. otrzymał Medal Zwycięstwa i Wolności 1945.

## Działalność społeczna i sportowa

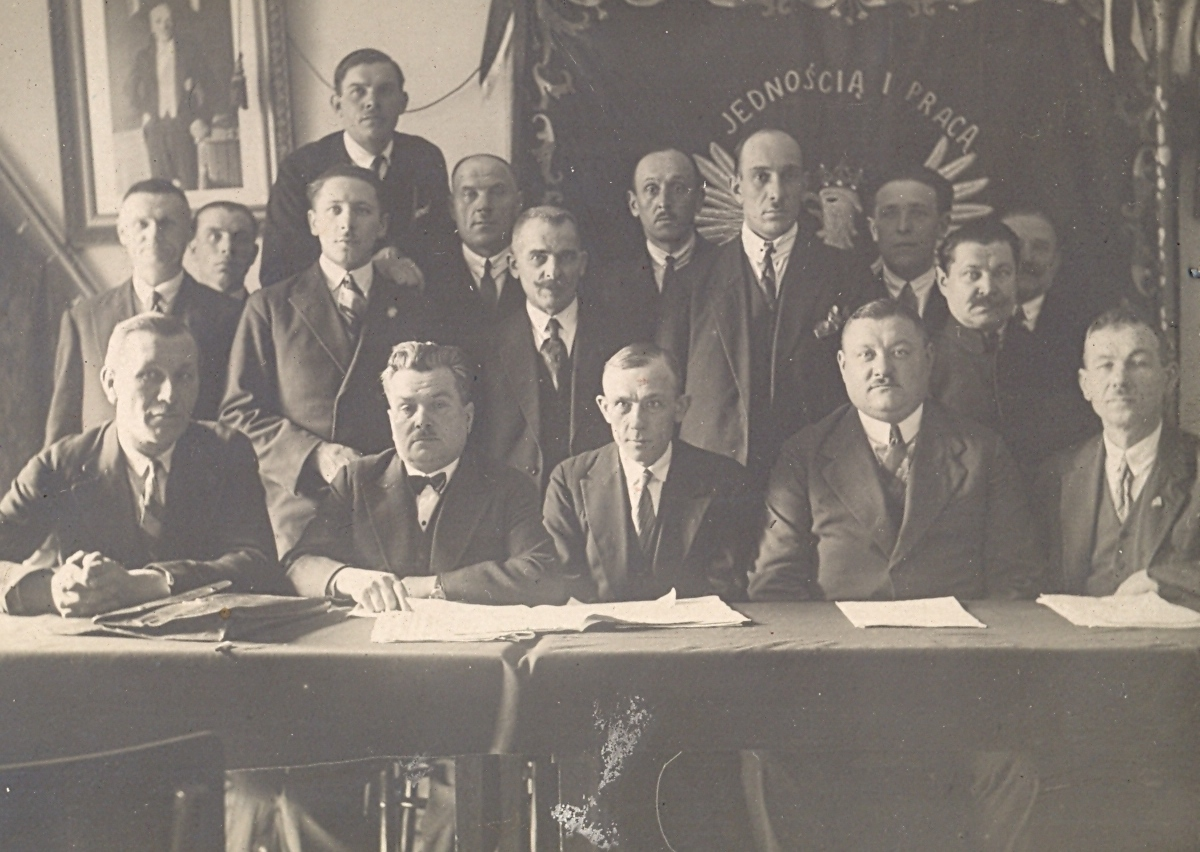
Komitet Budowy Szkoły w Oświęcimiu (1932) Stanisław Tomasik – pierwszy z lewej

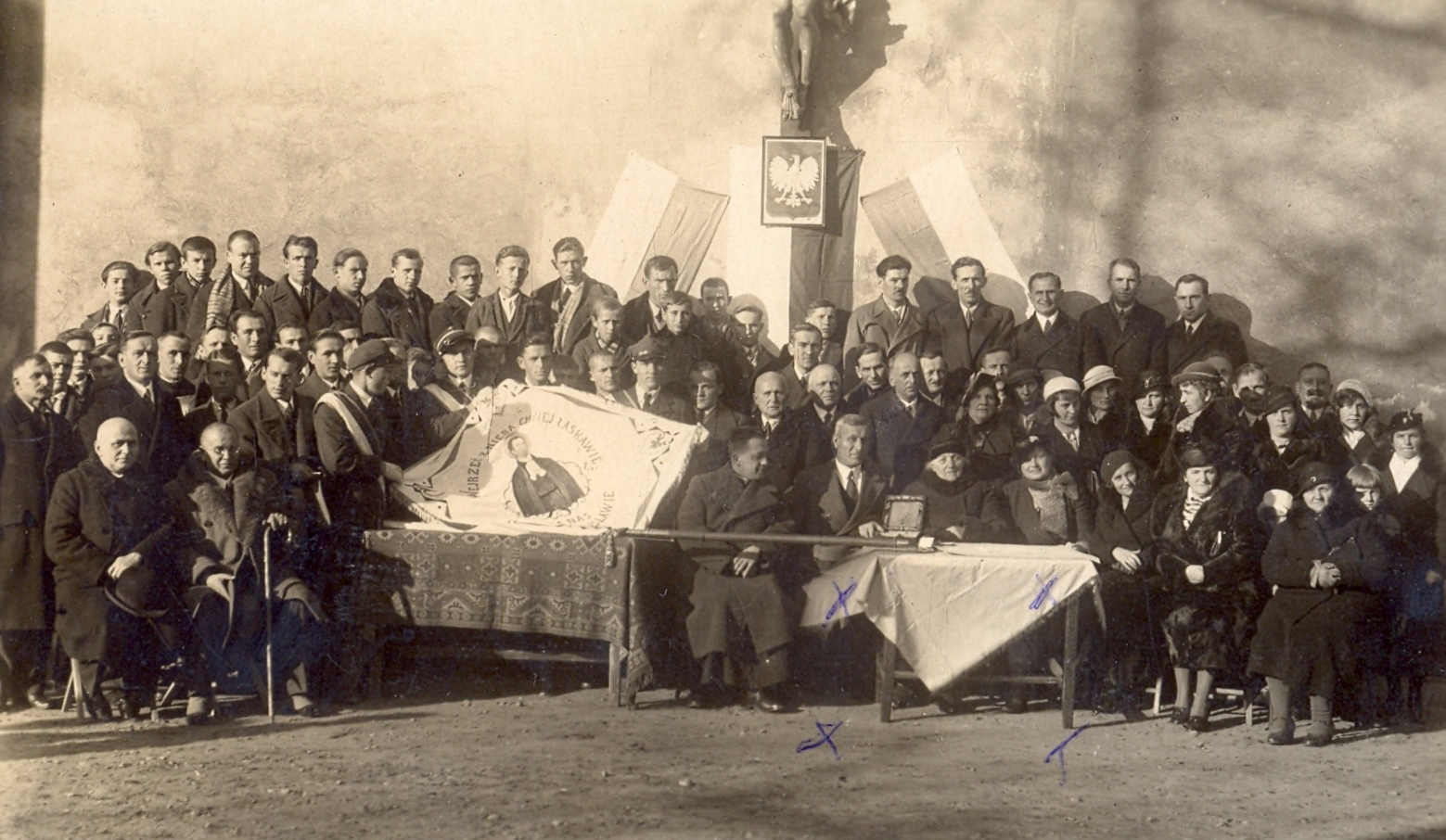
Poświęcenie sztandaru gimnazjum w Oświęcimiu (1934)

### Oświęcim
W 1929 r. po wieloletnich staraniach podjęto decyzję o budowie gmachu gimnazjum w Oświęcimiu. Kamień węgielny pod budowę poświęcony został 17 sierpnia 1930 r. Stanisław Tomasik wszedł w skład Komitetu Budowy Szkoły. Pełnił również funkcję Przewodniczącego Komitetu Szkolnego.
Na tle budowy dochodziło wtedy do licznych zatargów pomiędzy ówczesnym starostą powiatowym Mieczysławem Zarzeckim, który był przeciwko budowie gimnazjum, a popieranym przez burmistrza Romana Mayzla Komitetem Budowy Szkoły. Kulminacyjnym punktem tych zatargów była pożyczka, którą należało zaciągnąć na dokończenie budowy. Powiatowa Kasa Krakowska udzielenie pożyczki uzależniała od poręczenia Rady Powiatowej w Oświęcimiu. Tej jednak – za sprawą starosty – radni na posiedzeniu plenarnym Rady Powiatowej 29 maja 1931 r. nie udzielili.
Mimo tej przeszkody, poczynania i przedsiębiorczość S. Tomasika działającego w Komitecie Budowy Szkoły, doprowadziły w efekcie końcowym do wydania przez wojewodę Mikołaja Kwaśniewskiego polecenia udzielenia pożyczki na ukończenie budowy gimnazjum bez poręki.
Nauka w nieukończonym jeszcze budynku rozpoczęła się 1 września 1932 r. a jego powstanie w tamtym okresie było powszechnie uważane w Oświęcimiu za „Cud nad Sołą”.
11 czerwca 1934 r. odbyła się uroczystość poświęcenia sztandaru szkoły ufundowanego  m.in. przez S. Tomasika.

### Wrocław
Wśród pionierów życia sportowego w odzyskanym Wrocławiu entuzjasta kolarstwa Stanisław Tomasik oraz dawny kolarski mistrz Pomorza Hieronim Kierblewski doprowadzili do powstania pierwszego kolarskiego Klubu Sportowego „Sieć”. Klub powstał w lutym 1946 r. w siedzibie Gazowni Miejskiej przy ul. Trzebnickiej 33.
Otwarcie sezonu kolarskiego nastąpiło 12 maja tego roku, kiedy to rozegrano wyścig ulicami Wrocławia o puchar przechodni ufundowany przez redakcję Trybuny Dolnośląskiej. 14 lipca nastąpiło otwarcie odgruzowanego toru kolarskiego na Poświętnem.
Na bazie KS „Sieć” 20 sierpnia 1946 r. rozpoczął oficjalnie swą działalność Okręgowy Związek Kolarski (obecnie Dolnośląski Okręgowy Związek Kolarski) we Wrocławiu, a jego prezesem został S. Tomasik.
W latach swojego pobytu w tym mieście prezes OZK zaangażował się w organizację ulicznych zawodów kolarskich na terenie miasta, a także Dolnego Śląska. Był m.in. organizatorem corocznego wyścigu kolarskiego ulicami Wrocławia o puchar przechodni Trybuny Dolnośląskiej, pierwszych górskich mistrzostw Polski (15 września 1946 r.) oraz mistrzostw Polski przełajowych, szosowych i w kolarstwie torowym w roku 1948. Za jego prezesury wprowadzono odznaczenia dla kolarzy turystów. Tytuł turystycznego mistrza Dolnego Śląska otrzymywał kolarz legitymujący się przejechaniem po drogach tego regionu ponad 2000 km.
We Wrocławiu  w latach 1947–1948 zaangażował się także w odbudowę z dużych zniszczeń Stadionu Olimpijskiego. Stadion ten po odbudowie i rozbudowie nazwany został im. gen. Karola Świerczewskiego, a oddany do użytku 22 lipca 1948 r.

## Źródła informacji
Głównym źródłem informacji była córka Stanisława Tomasika Maria Działak, a ponadto:
- Elżbieta Skalińska-Dindorf, Kronika Oświęcimia. Dzieje Oświęcimia 1772–2003, Oświęcim: Urząd Miasta, 2006, ISBN 83-921087-1-X, ISBN 978-83-921087-1-9, OCLC 838872617. Brak numerów stron w książce
- Z biegiem lat… 90 lat… Liceum Ogólnokształcącego im. Stanisława Konarskiego w Oświęcimiu, pod red. Radosława Włoszka, Oświęcim 2005;
- Nowe władze Okręgowego Związku Kolarskiego, „Trybuna Dolnośląska” z 13 października 1947 r.;
- Robotnicy gazowni wypełniają swoje pionierskie zadania, „Pionier: dziennik Dolno-Śląski” z  31 października 1945 r.;
- 40 lat kolarstwa wrocławskiego 1946–1986, Wrocław 1986. (Folder wydany z okazji jubileuszu 40-lecia kolarstwa wrocławskiego).